# Odorrana aureola
Odorrana aureola es una especie de anfibio anuro de la familia Ranidae.

## Distribución geográfica yhábitat
Es endémica del parque nacional de Phu Kradung y del santuario de vida salvaje Phu Luang, en el norte de Tailandia. Su rango altitudinal va de los 1100 a los 1500 m s. n. m..